# پروترومبین کامپلکس کانسنترت
پروترومبین کامپلکس کانسنترت (به انگلیسی: Prothrombin complex concentrate) (به اختصار پی.سی. سی) (نام‌های تجاری: Beriplex، Octaplex ،Kcentra،Cofact و غیره) ترکیبی از فاکتورهای انعقادی هفت، دو، نه و ده و همچنین پروتئین C و پروتئین S است که از پلاسمای خون تازه و منجمد انسان تهیه می‌شود. این دارو برای وارونه کردن اثرات داروهای ضد انعقاد خوراکی در زمانی که خونریزی (در مغز یا روده) رخ داده است و نیاز به اقدام فوری است، است.
PCC داروی تأثیرگذاری است، اما گران است. در انگلستان تجویز آن مورد بحث خون شناسان است.
این دارو به شکل پودر و حلالی برای تزریق موجود است.

## موارد مصرف
PCC معکوس اثر وارفارین و کومارین سایر داروهای ضدانعقاد است و در مواردی که در اثر خونریزی قابل توجه بیماران با اختلال انعقادی مواجه هستند، استفاده می‌شود (INR> 8.0, زمان پروتومبین طولانی مدت). این دارو همچنین زمانی که برای یک بیمار باید عملیات درمان اضطراری انجام بدهند، کاربرد دارد.
دیگر موارد مصرف کمبود یکی از فاکتورهای انعقادی به دلایل مادرزادی ویا کبدی و هموفیلی است.
منابع متعددی، از جمله کالج آمریکایی پزشکان قفسه سینه[۲]، PCC را برای معکوس کردن وارفارین در بیماران مبتلا به خونریزی جدی توصیه کرده‌اند.

## موارد منع مصرف
این دارو در بیمارانی که دارای مشکل انعقاد درون‌رگی منتشر یا فعال سازی پاتولوژیک انعقادهستند، تنها به این دلیل که باعث سوختن این فرایند می‌شوند، دستور منع مصرف دارد.
اما به‌هرحال در صورتی که PCC استفاده شود، به دلیل اینکه سطح فاکتور پایین است، تنها باعث برگشت انعقاد به حالتی که بوده‌است می‌شود.
به دلیل اینکه محصولات PCC حاوی هپارین است، مصرف آن‌ها در بیماران با مشکل هپارین ناشی از ترومبوسیتوپنی ممنوع است.